# 신비아파트의 에피소드 목록
《신비아파트 시리즈》의 방영 목록이다.

## 1기:신비아파트: 고스트볼의 비밀
| 회차   | 제목                                           | 방영일(투니버스) | 첫 등장한 고스트볼 |
| ------ | ---------------------------------------------- | ---------------- | ------------------ |
| 제1화  | 돌아온 신비아파트, 검은 물 속의 공포           | 2016년 7월 20일  | 고스트볼           |
| 제2화  | 벗어날 수 없는 저주... 소녀의 머리카락         | 2016년 7월 27일  |                    |
| 제3화  | 예뻐지고 싶니? 그림자 귀신의 유혹              | 2016년 8월 3일   |                    |
| 제4화  | 창밖의 불길한 시선, 거미 귀신의 습격           | 2016년 8월 10일  |                    |
| 제5화  | 저주받은 스마트폰                              | 2016년 8월 17일  |                    |
| 제6화  | 정체를 알 수 없는 적, 얼굴 없는 귀신           | 2016년 8월 24일  |                    |
| 제7화  | 불길한 멜로디의 저주, 발레리나의 오르골        | 2016년 8월 31일  |                    |
| 제8화  | 공포의 4444번 버스                             | 2016년 9월 7일   |                    |
| 제9화  | 빠져나갈 수 없는 함정, 인간 뽑기 기계          | 2016년 9월 21일  |                    |
| 제10화 | 붉은 눈동자의 소년 이안                        | 2016년 9월 28일  |                    |
| 제11화 | 4와 2분의 1 귀신지도                           | 2016년 10월 12일 |                    |
| 제12화 | 작은 인간 호문쿨루스                           | 2016년 10월 19일 |                    |
| 제13화 | 죽음에서 돌아온 꽃                             | 2016년 10월 26일 |                    |
| 제14화 | 공포의 수련회, 무덤 속의 악령                  | 2016년 11월 2일  |                    |
| 제15화 | 강철 짐승의 습격                               | 2016년 11월 9일  |                    |
| 제16화 | 꼭꼭 숨어라 머리카락 보일라, 귀신과의 숨바꼭질 | 2016년 11월 16일 |                    |
| 제17화 | 그림, 로봇 그리고 푸른 저주의 영혼             | 2016년 11월 23일 |                    |
| 제18화 | 엄마의 위기, 끝나지 않는 악몽                  | 2016년 11월 30일 |                    |
| 제19화 | 뱀파이어의 왕                                  | 2016년 12월 7일  |                    |
| 제20화 | 비오는 날의 방문자, 섬에서 온 귀신             | 2016년 12월 14일 |                    |
| 제21화 | 지하국대적의 등장!                             | 2016년 12월 21일 |                    |
| 제22화 | 안개속의 음모, 하얀 날개의 괴수!               | 2017년 1월 4일   |                    |
| 제23화 | 신비아파트 최후의 위기 (전편)                  | 2017년 1월 11일  |                    |
| 제24화 | 신비아파트 최후의 위기 (후편)                  | 2017년 1월 18일  |                    |

## 2기:신비아파트: 고스트볼X의 탄생
| 회차   | 제목                                      | 방영일(투니버스) | 첫 등장한 고스트볼 |
| ------ | ----------------------------------------- | ---------------- | ------------------ |
| 제1화  | 신비아파트 새로운 위기! 문틈 속의 시선    | 2017년 11월 9일  | 고스트볼X          |
| 제2화  | 내 노래를 들어줘, 저주의 목소리           | 2017년 11월 16일 |                    |
| 제3화  | 지키지 못한 약속, 살아있는 인형의 습격    | 2017년 11월 23일 |                    |
| 제4화  | 저주에 걸린 병원, 붉은 눈물의 간호사      | 2017년 11월 30일 |                    |
| 제5화  | 악몽으로의 초대, 꿈 속의 방문자           | 2018년 1월 4일   |                    |
| 제6화  | 전설 속의 적, 고대 괴수의 그림자          | 2018년 1월 11일  |                    |
| 제7화  | 널 찾아갈게, 공포의 게임방송              | 2018년 1월 18일  |                    |
| 제8화  | 사진 속에 갇힌 영혼, 슬렌더맨의 전설      | 2018년 1월 25일  |                    |
| 제9화  | 탐욕의 카니발, 르네 아파트                | 2018년 2월 1일   |                    |
| 제10화 | 저주 내린 밤, 공포의 수련회               | 2018년 2월 8일   |                    |
| 제11화 | 금지된 초대장, 광기의 피에로              | 2018년 3월 1일   |                    |
| 제12화 | 가면 속의 악마, 위기의 고스트볼 (전편)    | 2018년 3월 8일   |                    |
| 제13화 | 가면 속의 악마, 위기의 고스트볼 (후편)    | 2018년 3월 15일  | 블랙 고스트볼X     |
| 제14화 | 귀신 신발과 사라진 아이들                 | 2018년 11월 8일  |                    |
| 제15화 | 멈출 수 없는 유혹, 분노의 포식자          | 2018년 11월 15일 |                    |
| 제16화 | 피할 수 없는 공포, 영혼 없는 추격자       | 2018년 11월 22일 |                    |
| 제17화 | 퍼져나가는 검은 소리, 금지된 속삭임       | 2018년 11월 29일 |                    |
| 제18화 | 다시 깨어난 핏빛 공포, 검은 밤의 유혹     | 2018년 12월 6일  |                    |
| 제19화 | 뿌리칠 수 없는 공포, 잿빛 악마의 향기     | 2018년 12월 13일 |                    |
| 제20화 | 영혼을 찾는 아홉 개의 꼬리, 천년의 기다림 | 2019년 1월 3일   |                    |
| 제21화 | 위험한 초대, 목조 저택의 비밀             | 2019년 1월 10일  |                    |
| 제22화 | 재앙의 시작, 꺼지지 않는 불꽃             | 2019년 1월 17일  |                    |
| 제23화 | 심판의 날, 도깨비 동굴의 진실             | 2019년 1월 24일  |                    |

## 3기:신비아파트 고스트볼 더블X
| 회차   | 제목                                       | 방영일(투니버스) | 첫 등장한 고스트볼            |
| ------ | ------------------------------------------ | ---------------- | ----------------------------- |
| 제1화  | 예언의 시작, 검은 사신의 모래바람          | 2020년 3월 5일   | 고스트볼 더블X 레드 불루      |
| 제2화  | 골목을 떠도는 울음소리, 고양이 귀신의 습격 | 2020년 3월 12일  | 고스트볼 더블X 레드 불루 합체 |
| 제3화  | 공포의 검은 갈퀴, 하수구에 갇힌 아이들     | 2020년 3월 19일  |                               |
| 제4화  | 붉은 독의 저주, 분노한 재앙신의 전설       | 2020년 3월 26일  |                               |
| 제5화  | 위기에 처한 아이들, 귀신 숲의 함정         | 2020년 4월 2일   |                               |
| 제6화  | 네가 되고 싶어, 작은 악마의 유혹           | 2020년 4월 9일   |                               |
| 제7화  | 나태지옥의 비명, 공포의 휘파람 소리        | 2020년 4월 16일  |                               |
| 제8화  | 다시 시작된 예언, 땅 속의 붉은 눈          | 2020년 4월 23일  |                               |
| 제9화  | 거대한 그림자, 얼음 괴수의 공포            | 2020년 5월 7일   |                               |
| 제10화 | 전생의 기억, 연금술사와 황금박쥐           | 2020년 5월 14일  |                               |
| 제11화 | 공포의 비명동산, 악마가 된 마스코트        | 2020년 5월 21일  |                               |
| 제12화 | 귀신 보는 아이, 붉은 시선의 위협           | 2020년 5월 28일  |                               |
| 제13화 | 최후의 예언, 영혼 없는 집행자              | 2020년 6월 4일   |                               |
| 제14화 | 하얀 목소리의 야수, 공포의 숨바꼭질        | 2020년 10월 8일  |                               |
| 제15화 | 슬픈 원한의 기억, 보랏빛 여인의 덫         | 2020년 10월 15일 |                               |
| 제16화 | 검은 진흙, 비 내리는 마을의 미스터리       | 2020년 10월 22일 |                               |
| 제17화 | 깨어난 고대의 저주, 강시의 습격            | 2020년 10월 29일 |                               |
| 제18화 | 그늘진 방에서 피어난 꽃, 점령당한 아파트   | 2020년 11월 12일 |                               |
| 제19화 | 흡혈좀비 추파카브라 첫번째 이야기          | 2020년 11월 19일 |                               |
| 제20화 | 흡혈좀비 추파카브라 두번째 이야기          | 2020년 11월 26일 |                               |
| 제21화 | 그림 속의 검은 미소, 사라진 사람들         | 2020년 12월 3일  |                               |
| 제22화 | 슬픈 기억의 노래, 다가오는 붉은 목소리     | 2020년 12월 10일 |                               |
| 제23화 | 뒤틀린 욕망, 가면의 유혹                   | 2020년 12월 17일 |                               |
| 제24화 | 추악한 미녀의 눈빛, 메두사                 | 2021년 1월 7일   |                               |
| 제25화 | 어둠 속의 시선, 불 꺼진 학교의 공포        | 2021년 1월 14일  |                               |
| 제26화 | 별빛초등학교의 비밀, 사토룡의 부활         | 2021년 1월 21일  |                               |

## 4기:신비아파트 고스트볼Z
| 회차   | 제목                                          | 방영일(투니버스) | 첫 등장한 고스트볼                                                                   | 속성           |
| ------ | --------------------------------------------- | ---------------- | ------------------------------------------------------------------------------------ | -------------- |
| 제1화  | 창문 너머의 유혹,거대한 그림자의 속삭임       | 2021년 9월 16일  | 전기 고스트볼Z 광풍 고스트볼Z                                                        | 번개           |
| 제2화  | 선명한 악몽의 시작, 저주받은 안경             | 2021년 9월 23일  |                                                                                      |                |
| 제3화  | 화장실의 공포, 끝나지 않는 숨바꼭질           | 2021년 9월 30일  | 전기 고스트볼Z 광풍 고스트볼Z 합체                                                   |                |
| 제4화  | 소원을 말해봐, 수상한 채팅의 저주             | 2021년 10월 7일  |                                                                                      |                |
| 제5화  | 도망칠 수 없는 지옥, 저주의 종소리            | 2021년 10월 21일 |                                                                                      |                |
| 제6화  | 보이지 않는 손, 공포의 인형극                 | 2021년 10월 28일 |                                                                                      | 바람           |
| 제7화  | 서글픈 울음소리, 도로 위의 악몽               | 2021년 11월 5일  |                                                                                      |                |
| 제8화  | 검은 숲의 비밀, 다시 만난 절망의 기억         | 2021년 11월 11일 |                                                                                      |                |
| 제9화  | 공포의 집, 빠져나올 수 없는 함정              | 2021년 11월 25일 |                                                                                      |                |
| 제10화 | 위험한 축제, 이글거리는 가면 속 불꽃          | 2021년 12월 2일  |                                                                                      |                |
| 제11화 | 눈감지 못하는 자들, 감염된 도시의 비극 (전편) | 2021년 12월 9일  | 속성 전기 고스트볼Z 광풍 고스트볼Z 합체                                              | 번개           |
| 제12화 | 눈감지 못하는 자들, 감염된 도시의 비극 (후편) | 2021년 12월 16일 | 블랙 어둠 고스트볼Z                                                                  | 어둠           |
| 제13화 | 공포의 개인 방송, 검은 집의 비밀              | 2022년 4월 28일  |                                                                                      |                |
| 제14화 | 거대한 그림자, 떠나지 못한 맹수의 절규        | 2022년 5월 5일   |                                                                                      |                |
| 제15화 | 울면 안 돼, 눈물을 쫓는 목소리                | 2022년 5월 12일  |                                                                                      |                |
| 제16화 | 쉿, 들리지 않는 비명                          | 2022년 5월 19일  |                                                                                      |                |
| 제17화 | 빼앗겨버린 나, 또 다른 나의 습격              | 2022년 5월 26일  |                                                                                      |                |
| 제18화 | 달빛에 드러난 비밀, 되살아난 악마의 포효      | 2022년 6월 9일   |                                                                                      |                |
| 제19화 | 빼앗긴 영혼, 수면 위로 떠오른 진실 (전편)     | 2022년 6월 16일  |                                                                                      |                |
| 제20화 | 빼앗긴 영혼, 수면 위로 떠오른 진실 (후편)     | 2022년 6월 23일  |                                                                                      |                |
| 제21화 | 분노의 화염, 그을린 기억의 실체               | 2022년 6월 30일  | 전기 고스트볼Z 속성 광풍 고스트볼Z 합체 블랙 화염 고스트볼Z 블랙 화염 폭주 고스트볼Z | 바람 불꽃      |
| 제22화 | 멈추지 않는 공포, 지옥으로 향하는 열차        | 2022년 7월 14일  |                                                                                      |                |
| 제23화 | 깨져버린 봉인, 그늘에 가려진 비극 (전편)      | 2022년 7월 21일  | 속성 전기 고스트볼Z 속성 광풍 고스트볼Z 합체 블랙 강철 고스트볼Z                     | 번개 바람 강철 |
| 제24화 | 깨져버린 봉인, 그늘에 가려진 비극 (후편)      | 2022년 7월 28일  | 속성 전기 고스트볼Z 광풍 고스트볼Z 합체 블랙 폭주 고스트볼                           | 어둠           |

## 5기:신비아파트 고스트볼 ZERO
| 회차   | 제목                                            | 방영일(투니버스) | 첫 등장한 고스트볼                                | 속성           |
| ------ | ----------------------------------------------- | ---------------- | ------------------------------------------------- | -------------- |
| 제1화  | 빨간 종이학의 원혼, 지접귀                      | 2023년 3월 30일  | 깨진 고스트볼Z                                    |                |
| 제2화  | 사악한 바이올린의 유혹, 현악귀                  | 2023년 4월 6일   | 고스트볼 ZERO 레드 블루                           | 복재           |
| 제3화  | 나 예뻐? 공포의 빨간 마스크                     | 2023년 4월 13일  |                                                   |                |
| 제4화  | 벌레들의 왕, 충호귀의 습격                      | 2023년 4월 20일  |                                                   |                |
| 제5화  | 싹트는 울음소리, 뿌리 괴수의 진실               | 2023년 4월 27일  |                                                   | 어음           |
| 제6화  | 위험한 초대, 공포 게임에서 탈출하라!            | 2023년 5월 11일  |                                                   | 애너지 파워 업 |
| 제7화  | 한 맺힌 우물의 저주, 점액 괴물의 전설           | 2023년 5월 18일  |                                                   |                |
| 제8화  | 거짓된 사랑의 맹세, 타락 큐피드의 유혹          | 2023년 5월 25일  |                                                   |                |
| 제9화  | 공사장의 수상한 비밀                            | 2023년 6월 1일   |                                                   |                |
| 제10화 | 붉은 모래 폭풍의 습격, 위기의 신비아파트 (전편) | 2023년 6월 8일   |                                                   | 어둠           |
| 제11화 | 붉은 모래 폭풍의 습격, 위기의 신비아파트 (후편) | 2023년 6월 15일  | 고스트볼 ZERO 레드 블루 합체                      | 합체 어둠      |
| 제12화 | 귀신님 오셨습니까? 금지된 주문, 분신사바        | 2023년 11월 30일 |                                                   |                |
| 제13화 | 달콤한 중독, 사라진 아이들의 비밀               | 2023년 12월 7일  |                                                   | 물 어둠        |
| 제14화 | 잔혹한 웃음, 스마일 챌린지                      | 2023년 12월 14일 |                                                   | 스피드업       |
| 제15화 | 공포의 도서관, 4층 괴담의 진실                  | 2023년 12월 21일 |                                                   | 불             |
| 제16화 | 위기의 가족여행, 오싹한 귀신 캠핑장             | 2023년 12월 28일 |                                                   |                |
| 제17화 | 영혼을 걸고 싸워라! 귀신과의 축구 대결          | 2024년 1월 4일   |                                                   |                |
| 제18화 | 미확인 비행물체, UFO를 추격하라!                | 2024년 1월 11일  |                                                   |                |
| 제19화 | 아파트의 검은 괴수, 오염된 물의 미스터리        | 2024년 1월 18일  |                                                   |                |
| 제20화 | 금지된 숲과 악몽의 덫                           | 2024년 1월 25일  | 고스트볼 ZERO 레드 합체 돌광석 고스트볼 ZERO 레드 | 어음 복재 합체 |
| 제21화 | 굶주린 영혼 사냥꾼, 공포의 귀신 호랑이          | 2024년 2월 1일   |                                                   |                |
| 제22화 | 영원한 눈보라, 얼어붙은 스키장에서 탈출하라!    | 2024년 2월 15일  |                                                   |                |
| 제23화 | 갖고 싶니? 금지된 선물의 유혹                   | 2024년 2월 22일  |                                                   |                |
| 제24화 | 거짓말의 저주, 피노키오의 진실                  | 2024년 2월 29일  |                                                   | 디펜스 파위 엄 |
| 제25화 | 붉은 달의 재림, 질병의 사신 라미아 (전편)       | 2024년 3월 7일   |                                                   |                |
| 제26화 | 붉은 달의 재림, 질병의 사신 라미아 (후편)       | 2024년 3월 14일  |                                                   | 전기 최우의 힘 |

## 같이 보기
- 신비아파트의 등장인물 목록
  - 신비아파트의 등장귀신 목록